# 1730 en santé et médecine
| Années de la santé et de la médecine : 1727 - 1728 - 1729 - 1730 - 1731 - 1732 - 1733    |
| Décennies de la santé et de la médecine : 1700 - 1710 - 1720 - 1730 - 1740 - 1750 - 1760 |

Cet article présente les faits marquants de l'année 1730 en santé et médecine.

## Événements
- Le 12 septembre, un arrêt du Parlement enjoint aux marchands apothicaires et épiciers-merciers de la ville d’Étampes, auxquels les règlements permettent de tenir et de vendre de l'arsenic et autres poisons, de ne les vendre et débiter qu'à des chefs de famille, lesquels doivent écrire sur un registre, par dates et articles et sur le champ, leurs noms, qualités et demeures[1].

## Publications
- Henri François Le Dran : Parallèle des différentes manières de tirer la pierre hors de la vessie[2],[3],[4].

## Naissances
- Janvier : Alexander Garden (mort en 1791), médecin, naturaliste et botaniste écossais[5].
- 8 décembre : 
  - Jan Ingenhousz (mort en 1799), médecin et botaniste britannique d'origine néerlandaise.
  - Johannes Hedwig (mort en 1799), botaniste et médecin allemand, père de la bryologie moderne.
- 25 décembre : Filippo Mazzei (mort en 1816), médecin, philosophe, penseur et savant italien, engagé auprès des Patriots lors de la guerre d'indépendance des États-Unis.

## Décès

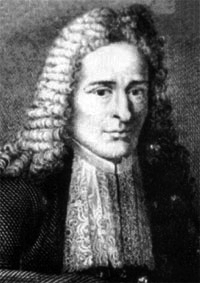
Antonio Vallisneri

- 18 janvier : Antonio Vallisneri (né en 1661), médecin et naturaliste italien[6].
- 21 avril : Jan Palfijn (né en 1650), chirurgien flamand.
- 7 juillet : Johann Christian Buxbaum (né en 1693), médecin, botaniste et explorateur saxon.
- 15 juillet : Augustin Belloste (né en 1654), chirurgien français.
- 25 novembre : Claude-Jean-Baptiste Dodart (né en 1664), premier médecin du roi Louis XV.